# پلیزنت پلینز (نیوجرسی)
پلیزنت پلینز (به انگلیسی: Pleasant Plains) یک منطقهٔ مسکونی در ایالات متحده آمریکا است که در Franklin Township واقع شده‌است. پلیزنت پلینز ۸٫۳۴۲ کیلومتر مربع مساحت و ۹۲۲ نفر جمعیت دارد و ۲۹ متر بالاتر از سطح دریا واقع شده‌است.